# Gomphrena caleyi
Gomphrena caleyi là loài thực vật có hoa thuộc họ Dền. Loài này được Briq. mô tả khoa học đầu tiên năm 1900.